# Gypona cruzana
Gypona cruzana är en insektsart som beskrevs av Henry Fairfield Osborn 1938. Gypona cruzana ingår i släktet Gypona och familjen dvärgstritar. Inga underarter finns listade i Catalogue of Life.